# Adeline Madi
Pour les articles homonymes, voir Madi.
Adeline Madi est une taekwondoïste camerounaise.

## Carrière
Adeline Madi participe aux Championnats d'Afrique de taekwondo 2009 se déroulant à Yaoundé. Elle y remporte sa seule médaille internationale majeure, terminant troisième de la catégorie des moins de 46 kg.